# Francis J. Grandon
Francis J. Grandon (Chicago, 1879 – Los Angeles, 11 luglio 1929) è stato un regista, attore e sceneggiatore statunitense menzionato anche come F.J. Grandin o come Frank Grandon.

## Biografia
Nato a Chicago, Grandon iniziò a lavorare nel cinema come attore nel 1909 in Lucky Jim, un cortometraggio diretto da David W. Griffith e prodotto dall'American Mutoscope & Biograph. Alla Biograph, Grandon continuò a recitare fino al 1912, diretto in quasi tutti i suoi film da Griffith. La sua carriera di attore conta novantasette titoli. Nel 1912, lasciò la Biograph, abbandonando quasi del tutto la recitazione. Passò, invece dietro alla macchina da presa iniziando una nuova carriera, quella di regista. Il debutto avvenne con All a Mistake, un corto prodotto dall'IMP.
Lavorò anche alla Selig Polyscope: nel 1913, riscosse un grande successo con un serial di cui firmò la regia, The Adventures of Kathlyn, interpretato da Kathlyn Williams. Fu il secondo serial cinematografico mai girato, ma questo entra di diritto nella storia del cinema per aver codificato il sistema del cliffhanger, ovvero il lasciare lo spettatore col fiato sospeso a fine puntata, tanto da indurlo a ritornare a vedere l'episodio successivo per scoprire come andrà a finire. Grandon girò altri film con Kathlyn Williams, una bionda attrice molto popolare per i suoi ruoli in film d'azione e d'avventura. Nel 1916, diresse in versione lungometraggio un nuovo The Adventures of Kathlyn dove usò lo stesso cast del serial.
Nella sua carriera, Grandon - oltre ai novantasette film interpretati - ne diresse cento e tre e firmò sette film come soggettista o sceneggiatore. Lavorò per numerosi studi, tra cui Biograph, Selig Polyscope, Independent Moving Pictures Co. of America (IMP), Lubin Manufacturing Company). Nel 1914 produsse il suo unico film, Wiggs Takes the Rest Cure, di cui era anche regista.
Il suo ultimo film è del 1925, Scarlet and Gold, un western che girò nell'Oregon per una piccola compagnia indipendente.
Morì nel 1929 a Los Angeles all'età di 50 anni.

## Filmografia
La filmografia basata su IMDb è completa.

### Attore
- Lucky Jim, regia di David W. Griffith – cortometraggio (1909)
- The Light That Came, regia di D.W. Griffith – cortometraggio (1909)
- Two Women and a Man, regia di D.W. Griffith – cortometraggio (1909)
- The Dancing Girl of Butte, regia di D.W. Griffith – cortometraggio (1910)
- The Call, regia di D.W. Griffith – cortometraggio (1910)
- The Honor of His Family, regia di D.W. Griffith – cortometraggio (1910)
- The Cloister's Touch, regia di D.W. Griffith – cortometraggio (1910)
- The Woman from Mellon's, regia di D.W. Griffith – cortometraggio (1910)
- The Course of True Love, regia di D.W. Griffith – cortometraggio (1910)
- The Duke's Plan, regia di D.W. Griffith – cortometraggio (1910)
- One Night and Then, regia di D.W. Griffith – cortometraggio (1910)
- The Englishman and the Girl, regia di D.W. Griffith – cortometraggio (1910)
- His Last Burglary, regia di D.W. Griffith – cortometraggio (1910)
- Taming a Husband, regia di D.W. Griffith – cortometraggio (1910)
- The Newlyweds, regia di D.W. Griffith – cortometraggio (1910)
- The Thread of Destiny, regia di D.W. Griffith – cortometraggio (1910)
- In Old California, regia di D.W. Griffith – cortometraggio (1910)
- The Man, regia di D.W. Griffith – cortometraggio (1910)
- The Love of Lady Irma, regia di Frank Powell – cortometraggio (1910)
- Faithful, regia di D.W. Griffith – cortometraggio (1910)
- Gold Is Not All, regia di D.W. Griffith – cortometraggio (1910)
- His Last Dollar, regia di D.W. Griffith – cortometraggio (1910)
- A Rich Revenge, regia di D.W. Griffith – cortometraggio (1910)
- The Way of the World, regia di D.W. Griffith – cortometraggio (1910)
- Up a Tree, regia Frank Powell – cortometraggio (1910)
- The Gold Seekers, regia di D.W. Griffith – cortometraggio (1910)
- Love Among the Roses, regia di D.W. Griffith – cortometraggio (1910)
- An Affair of Hearts, regia di D.W. Griffith e Frank Powell – cortometraggio (1910)
- Ramona, regia di D.W. Griffith – cortometraggio (1910)
- A Knot in the Plot, regia di D.W. Griffith – cortometraggio (1910)
- The Impalement, regia di D.W. Griffith – cortometraggio (1910)
- The Purgation, regia di D.W. Griffith – cortometraggio (1910)
- A Child of the Ghetto, regia di D.W. Griffith – cortometraggio (1910)
- In the Border States, regia di D.W. Griffith – cortometraggio (1910)
- The Face at the Window, regia di D.W. Griffith – cortometraggio  (1910)
- The Marked Time-Table, regia di D.W. Griffith – cortometraggio (1910)
- A Midnight Cupid, regia di D.W. Griffith – cortometraggio (1910)
- What the Daisy Said, regia di D.W. Griffith – cortometraggio (1910)
- Serious Sixteen, regia di D.W. Griffith – cortometraggio (1910)
- The Call to Arms, regia di D.W. Griffith – cortometraggio (1910)
- Unexpected Help, regia di D.W. Griffith – cortometraggio (1910)
- An Arcadian Maid, regia di D.W. Griffith – cortometraggio (1910)
- Her Father's Pride, regia di D.W. Griffith – cortometraggio (1910)
- The House with Closed Shutters, regia di D.W. Griffith – cortometraggio (1910)
- The Usurer, regia di D.W. Griffith – cortometraggio (1910)
- Wilful Peggy, regia di D.W. Griffith – cortometraggio (1910)
- The Modern Prodigal, regia di D.W. Griffith – cortometraggio (1910)
- Muggsy Becomes a Hero, regia di Frank Powell – cortometraggio (1910)
- Little Angels of Luck, regia di D.W. Griffith – cortometraggio (1910)
- A Mohawk's Way , regia di D.W. Griffith – cortometraggio (1910)
- In Life's Cycle, regia di D.W. Griffith – cortometraggio (1910)
- The Oath and the Man, regia di D.W. Griffith – cortometraggio (1910)
- Rose O'Salem Town, regia di D.W. Griffith – cortometraggio (1910)
- Examination Day at School, regia di D.W. Griffith – cortometraggio (1910)
- The Iconoclast, regia di D.W. Griffith – cortometraggio (1910)
- That Chink at Golden Gulch, regia di D.W. Griffith – cortometraggio (1910)
- The Broken Doll, regia di D.W. Griffith – cortometraggio (1910)
- The Message of the Violin, regia di D.W. Griffith – cortometraggio (1910)
- Simple Charity, regia di D.W. Griffith – cortometraggio (1910)
- Sunshine Sue, regia di D.W. Griffith – cortometraggio (1910)
- The Song of the Wildwood Flute, regia di D.W. Griffith – cortometraggio (1910)
- Happy Jack, a Hero, regia di Frank Powell – cortometraggio (1910)
- The Golden Supper, regia di D.W. Griffith – cortometraggio (1910)
- White Roses, regia di D.W. Griffith e Frank Powell – cortometraggio (1910)
- His Wife's Sweethearts, regia di Frank Powell – cortometraggio (1910)
- His Trust, regia di D.W. Griffith – cortometraggio (1911)
- Fate's Turning , regia di D.W. Griffith – cortometraggio (1911)
- The Poor Sick Men, regia di D.W. Griffith e Frank Powell – cortometraggio (1911)
- A Wreath of Orange Blossoms, regia di D.W. Griffith e Frank Powell – cortometraggio (1911)
- Heart Beats of Long Ago, regia di D.W. Griffith – cortometraggio (1911)
- What Shall We Do with Our Old?, regia di D.W. Griffith – cortometraggio (1911)
- The Diamond Star, regia di D.W. Griffith – cortometraggio (1911)
- The Lily of the Tenements, regia di D.W. Griffith – cortometraggio (1911)
- Comrades, regia di Dell Henderson e Mack Sennett – cortometraggio (1911)
- Was He a Coward?, regia di D.W. Griffith – cortometraggio (1911)
- Teaching Dad to Like Her, regia di D.W. Griffith e Frank Powell – cortometraggio (1911)
- The Lonedale Operator, regia di D.W. Griffith – cortometraggio (1911)
- The Spanish Gypsy, regia di D.W. Griffith – cortometraggio (1911)
- The Chief's Daughter, regia di D.W. Griffith – cortometraggio (1911)
- Madame Rex, regia di D.W. Griffith – cortometraggio (1911)
- A Knight of the Road, regia di D.W. Griffith – cortometraggio (1911)
- The Two Sides, regia di D.W. Griffith – cortometraggio (1911)
- In the Days of '49, regia di D.W. Griffith – cortometraggio (1911)
- The New Dress, regia di D.W. Griffith – cortometraggio (1911)
- Enoch Arden: Part I, regia di D.W. Griffith – cortometraggio (1911)
- Enoch Arden: Part II, regia di D.W. Griffith – cortometraggio (1911)
- The Primal Call, regia di D.W. Griffith – cortometraggio (1911)
- Fighting Blood, regia di David W. Griffith – cortometraggio (1911)
- The Thief and the Girl, regia di D.W. Griffith – cortometraggio (1911)
- Bobby, the Coward, regia di D.W. Griffith – cortometraggio (1911)
- The Indian Brothers, regia di D.W. Griffith – cortometraggio (1911)
- The Last Drop of Water, regia di D.W. Griffith – cortometraggio (1911)
- The Blind Princess and the Poet, regia di D.W. Griffith – cortometraggio (1911)
- Swords and Hearts, regia di D.W. Griffith – cortometraggio (1911)
- A Beast at Bay, regia di D.W. Griffith – cortometraggio (1912)
- The Bank Cashier, regia di Francis J. Grandon – cortometraggio (1912)
- Forgetting, regia di Hobart Henley – cortometraggio (1914)

### Regista
- All a Mistake – cortometraggio (1912)
- The Helping Hand (1912)
- Mrs. Matthews, Dressmaker – cortometraggio
- Reflections from the Firelight
- The Rose of California – cortometraggio (1912)
- The Call of the Drum (1912)
- Better Than Gold (1912)
- The Tankville Constable (1912)
- The Baby (1912)
- Squnk City Fire Company (1912)
- The Dove and the Serpent (1912)
- A Change of Stripes
- The Section Foreman
- False to Both
- A Melodrama of Yesterday (1912)
- On the Shore (1912)
- The Return of Captain John (1912)
- The Divine Solution (1912)
- The Two Gun Sermon
- The Deputy's Peril
- The New Ranch Foreman
- The Bank Cashier
- A Trustee of the Law
- The Physician of Silver Gulch
- Red Saunders' Sacrifice
- In the Service of the State (1912)
- Parson James
- The Sheriff's Mistake (1912)
- A Fugitive from Justice (1912)
- The Surgeon
- Ranch Mates
- Ranch Mates
- Struggle of Hearts
- A Lucky Fall
- Bar K Foreman
- The Girl and the Gambler (1913)
- The Engraver
- The Teacher at Rockville (1913)
- On the Mountain Ranch (1913)
- Greed for Gold (1913)
- The Evil One – cortometraggio (1913)
- The Right Road
- The Girl Back East (1913)
- Lone Dog, the Faithful
- Papita's Destiny
- His Redemption
- The Love Test (1913)
- Her Only Boy
- The Young Mrs. Eames – cortometraggio (1913)
- The Conscience Fund – cortometraggio (1913)
- The Love of Penelope – cortometraggio (1913)
- When May Weds December – cortometraggio (1913)
- The Cipher Message – cortometraggio (1913)
- The Unwelcome Throne – cortometraggio (1913)
- The Adventures of Kathlyn - serial cinematografico (1913)
- I Hear Her Calling Me (from the Heart of Africa) (1913)
- The Two Ordeals – cortometraggio (1914)
- The Temple of the Lion – cortometraggio (1914)
- Bringing Up Hubby – cortometraggio (1914)
- The Royal Slave – cortometraggio (1914)
- A Colonel in Chains – cortometraggio (1914)
- Three Bags of Silver – cortometraggio (1914)
- The Garden of Brides – cortometraggio (1914)
- The Cruel Crown – cortometraggio (1914)
- The Spellbound Multitude – cortometraggio (1914)
- The Warrior Maid – cortometraggio (1914)
- The Forged Parchment – cortometraggio (1914)
- The King's Will – cortometraggio (1914)
- The Court of Death – cortometraggio (1914)
- The Leopard's Foundling, co-regia di Kathlyn Williams – cortometraggio (1914)
- Wiggs Takes the Rest Cure – cortometraggio (1914)
- To Be Called For – cortometraggio (1914)
- Jim – cortometraggio (1914)
- The Livid Flame – cortometraggio (1914)
- The Fifth Man – cortometraggio (1914)
- Four Minutes Late – cortometraggio (1914))
- Garrison's Finish – cortometraggio (1914)
- Rosemary, That's for Remembrance – cortometraggio (1914)
- If I Were Young Again – cortometraggio (1914)
- Out of Petticoat Lane – cortometraggio (1914)
- Il cacciatore di bisonti (In the Days of the Thundering Herd), co-regia di Colin Campbell - mediometraggio (1914)
- The Soul Mate – cortometraggio (1914)
- The Lure of the Windigo – cortometraggio (1914)
- Wade Brent Pays – cortometraggio (1914)
- The Flower of Faith – cortometraggio (1914)
- Bringing Up Baby – cortometraggio (1914)
- Heart's Desire – cortometraggio (1915)
- The Van Thornton Diamonds – cortometraggio (1915)
- Hearts of the Jungle – cortometraggio (1915)
- Love in Armor
- The Puny Soul of Peter Rand – cortometraggio (1915)
- Jack's Pals – cortometraggio (1915)
- The Face at the Window  – cortometraggio (1915)
- Strathmore (1915)
- Fate Takes a Hand
- Her Oath of Vengeance
- Cross Currents (1915)
- The Lure of Heart's Desire
- The Adventures of Kathlyn (1916)
- The Soul Market  (1916)
- Playing with Fire (1916)
- The Narrow Path (1916)
- The Angel of the Attic
- The Five Franc Piece – cortometraggio (1916)
- The Mystery of My Lady's Boudoir
- Glory
- Souls United
- A Brother's Sacrifice – cortometraggio (1917)
- The Dummy (1917)
- The Greater Punishment – cortometraggio (1917)
- Heart's Desire (1917)
- The Little Boy Scout
- In the Talons of an Eagle – cortometraggio (1917)
- The Sole Survivor – cortometraggio (1917)
- The Voice That Led Him (1917)
- A Man, a Girl, and a Lion – cortometraggio (1917)
- Conquered Hearts
- Love's Law (1918)
- The Daredevil (1918)
- Wild Honey (1918)
- The Lamb and the Lion
- Modern Husbands
- The Dead Man's Hand
- Was He Guilty?
- Miss Nobody (1920)
- The Veiled Mystery
- Lotus Blossom
- Barb Wire
- True Gold
- Rustlin'
- Scarlet and Gold (1925)

### Sceneggiatore
- The Rose of California, regia di Francis J. Grandon (1912)
- The Section Foreman
- A Melodrama of Yesterday
- On the Shore
- The Return of Captain John, regia di Francis J. Grandon (1912)
- Over the Divide (1912)
- The New Ranch Foreman
- When May Weds December, regia di Francis J. Grandon – cortometraggio (1913)
- The Fifth Man, regia di Francis J. Grandon – cortometraggio (1914)
- Four Minutes Late, regia di Francis J. Grandon – cortometraggio (1914)
- The Lure of Heart's Desire

### Produttore
- Wiggs Takes the Rest Cure, regia di Francis J. Grandon (1914)